# Margo Harshman
Margo Harshman, née le 4 mars 1986 à San Diego, est une actrice américaine.
Elle est notamment connue pour avoir interprété le rôle de Tawny Dean dans la série télévisée La Guerre des Stevens, diffusée sur Disney Channel.

## Biographie
Margo Cathleen Harshman naît le 4 mars 1986 à San Diego, en Californie. Elle est issue d'une fratrie de cinq enfants — deux sœurs aînées, un frère aîné et un frère cadet. Elle grandit à Carlsbad, une municipalité du comté de San Diego, où elle fréquente une école privée jusqu'à l'âge de 12 ans, avant de déménager dans le comté d'Orange (Californie).
À l'âge de deux ans, Margo Harshman participe à un concours de beauté. À 3 ans, elle fait de la danse et de la gymnastique. À 5 ans, elle apprend à jouer du piano, et à 8 ans, elle commence à faire du théâtre et rencontre son premier manager. Elle joue de la guitare, du piano et de la guitare basse, et elle joue au softball jusqu’à 8 ans.
À partir de 2013, elle joue Delilah Fielding-McGee, la femme de Tim McGee dans NCIS : Enquêtes spéciales.

## Filmographie
Sauf indication contraire, les informations mentionnées dans cette section peuvent être confirmées par les bases de données cinématographiques  présentes dans la section « Liens externes ».

### Cinéma
- 1997 : The Elf Who Didn't Believe : Jolie
- 2005 : Fellowship : Gina

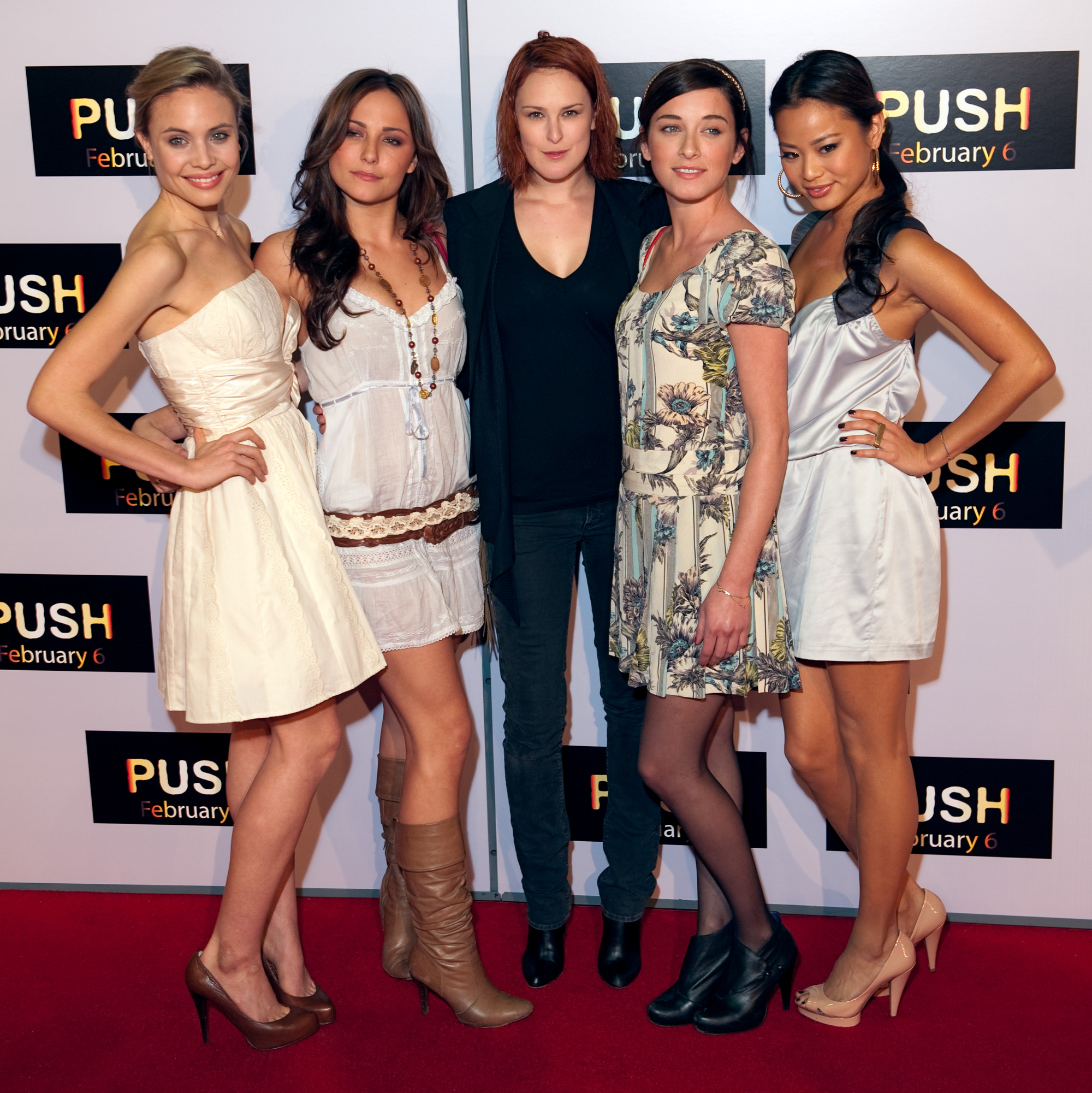
Les actrices de Sorority Row : Leah Pipes, Briana Evigan, Rumer Willis, Margo Harshman et Jamie Chung lors de la première du film Push en janvier 2009.

- 2006 : Hiding Victoria : Victoria Walker
- 2006 : Evil Twins : Kate
- 2006 : The Adventures of Big Handsome Guy and His Little Friend : Jane
- 2007 : Rise : Tricia Rawlins
- 2008 : Extreme Movie : La petite amie de Ted (scène coupée)
- 2008 : Pretty Little Devils : Nina
- 2008 : Inside : Sadie
- 2008 : Keith : Brooke
- 2008 : Papa, la Fac et moi : Katie
- 2009 : Sœurs de sang : Charlene Chugs Bradley
- 2009 : Sea, Sex and Fun : Sylvia
- 2015 : Toxin : Mandy

### Télévision
- 2000 à 2003 La Guerre des Stevens : Tawny Dean
- 2001 : Murphy's Dozen : Bridgett (téléfilm)
- 2003 à 2004 : Run of the House : Brooke Franklin
- 2003 : Drôles de vacances : Tawny Dean (téléfilm)
- 2003 : Recipe for Disaster : Rebecca Korda (téléfilm)
- 2003 : Titletown (téléfilm)
- 2004 : FBI : Portés disparus : Harley Palmer
- 2004 : Center of the Universe : Sara
- 2005 : Everwood : Maura
- 2006 : Grey's Anatomy : Jennifer Morris (S03E5)
- 2007 : Journeyman : Abby Armstrong
- 2007 : Judy's Got a Gun : Maya Spektor (téléfilm)
- 2008 : 90210 Beverly Hills : Nouvelle Génération : Detention Girl
- 2008 : Boston Justice : Margie Coggins
- 2009 : Modern Family : Jungle Tanya
- 2010 : $h*! My Dad Says : Kim
- 2011 : Bent : Screwsie
- 2012 : Dr House : Melissa  (S08E14)
- 2012 à 2013 : The Big Bang Theory : Alex Jensen (S06E08, S06E16)
- 2013 : Bones : Alison Kidman (S09E09)
- depuis 2013 : NCIS : Enquêtes spéciales : Delilah Fielding (20 épisodes)
- 2014 : Les Experts : April Brock  (S15E08)
- 2017 : Un domaine en héritage : Diana (téléfilm)
- 2022 : How I Met Your Father : Mia (S01e06)